# Accord de sixte napolitaine
En harmonie tonale, l’accord de sixte napolitaine — ou plus simplement, la sixte napolitaine — désigne un type d'accord d'emprunt qui consiste en un accord parfait majeur, à l'état de premier renversement — d'où ce nom de « sixte » —, emprunté au premier degré de la tonalité majeure située un demi-ton diatonique au-dessus de la tonalité courante — par exemple, ré♭ majeur, par rapport à do majeur. Cet accord remplit souvent la fonction de sous-dominante, la note de basse de l'accord étant placée sur le quatrième degré tonal.

## Origine
Il semble que la sixte napolitaine doive son nom aux musiciens napolitains du XVIIIe siècle qui l'employèrent abondamment.
La sixte napolitaine a été propagée par Alessandro Scarlatti vers la fin du XVIIe siècle à Naples.

## Usage
- Cet accord est surtout utilisé dans les conclusions : il se substitue souvent au premier renversement de l'accord préparatoire de IIe degré dans une cadence (exemples A & B) ; il est également employé dans la cadence plagale (exemple C).

- La sixte napolitaine est fréquente dans le mode mineur — où il suffit d'abaisser le IIe degré d'un demi-ton chromatique pour la réaliser ; il peut également être considéré comme l'accord du VIe degré du premier ton voisin mineur dans le sens des quartes. On la trouve également dans le mode majeur — où il convient d'abaisser d'un demi-ton chromatique, à la fois les IIe et VIe degré, pour la réaliser — : elle est alors considérée comme un emprunt à la tonalité mineure homonyme de la sous-dominante.
- On utilise le symbole "N" (majuscule) pour le désigner.

- La note doublée est la sous-dominante (IVe degré), les autres notes — fondamentale et quinte — étant des notes à mouvement obligé.

- Exemples :

- L'exemple A ci-dessus appelle deux remarques.
  1. On notera tout d'abord au soprano, la tierce diminuée située entre le IIe degré abaissé et la sensible (ré {\displaystyle \flat } / si {\displaystyle \natural }), intervalle tout à fait toléré ici, ceci, en dépit du caractère attractif du ré bémol — note à mouvement obligé, comme on vient de le voir.
  2. Ensuite, la fausse relation chromatique entre le ré{\displaystyle \flat } du soprano et le ré{\displaystyle \natural } du ténor, n'est pas non plus considérée comme fautive, quand elle est comme ici, produite par la sixte napolitaine.

## Accord plus-que-napolitain
À l'instar de la sixte napolitaine, l'accord plus-que-napolitain substitue une fonction de IIe degré en abaissant celui-ci d'un demi-ton dans une tonalité majeure ou mineure (fonction pré-dominante). Il s'agit d'un accord parfait mineur pouvant être construit sur sa fondamentale et ses deux renversements. Par exemple, en do, l'accord plus-que-napolitain sera ré bémol mineur (ré bémol, fa bémol, la bémol). Les personnes qui composent de la musique utilisent souvent l'enharmonie pour simplifier la lecture. Par exemple, l'accord de ré bémol mineur pourrait être remplacé par celui de do dièse mineur. On emploie le symbole "n" minuscule pour le désigner.
Assez peu courant dans le répertoire, le premier cas répertorié se trouve chez Schubert dans les premières mesures de son opéra Fierrabras.